# Iset (rzeka)
Iset (ros. Исеть) – rzeka w Rosji. Lewy dopływ Tobołu. Przepływa przez terytorium obwodu swierdłowskiego, kurgańskiego i tiumeńskiego. Długość – 606 km. Zlewnia – 58,9 tys. km².
Miasta nad rzeką: Jekaterynburg, Kamieńsk Uralski, Katajsk, Dałmatowo i Szadrinsk.

## Dopływy
- Rieszietka
- Patruszicha
- Sysert
- Sinara
- Tiecza
- Miass (prawy)